# Sporting (Brava)
Sporting Clube da Brava is een Kaapverdische voetbalclub. De club speelt in de Brava Island League, waarvan de kampioen deelneemt aan het Kaapverdisch voetbalkampioenschap, de eindronde om de landstitel.

## Erelijst
Voetbalkampioenschap van Brava
2014, 2015
Super Beker van Brava
2014
Brava Opening Tournament
2013, 2014